# سوزان دونكان
سوزان دونكان (بالإنجليزية: Susan Duncan)‏ هي كاتبة سير ذاتية أسترالية، ولدت في 22 أكتوبر 1930 في ألبوري في أستراليا.